# شکیبی تبریزی
مقصودعلی شکیبی تبریزی از شاعران سدهٔ دهم است صاحب خلاصةالاشعار. او را شاعری لطیف طبع و مردی پاک‌نهاد ذکر کرده که در شاعری به مرتبهٔ عالی دست یافته‌است. شکیبی در سال ۹۷۱ هجری قمری در تبریز درگذشت و در مقبرةالشعرای این شهر دفن شده‌است.